# 吕佩勒
吕佩勒（法語：Rupéreux，法語發音：[ʁypeʁø] ⓘ）是法国塞纳-马恩省的一个市镇，属于普罗万区。

## 地理
吕佩勒（48°38'9"N, 3°19'55"E）面积6.33 平方千米，位于法国法蘭西島大區塞纳-马恩省，该省份为法国北部内陆省份，北起瓦兹省，西接埃松省、马恩河谷省、塞纳-圣但尼省和瓦兹河谷省，南至卢瓦雷省，东南接约讷省，东临马恩省和奥布省，东北接埃纳省。
与吕佩勒接壤的市镇（或旧市镇、城区）包括：布里地区欧热、尚瑟内、库尔尚、莱马雷、武尔通。

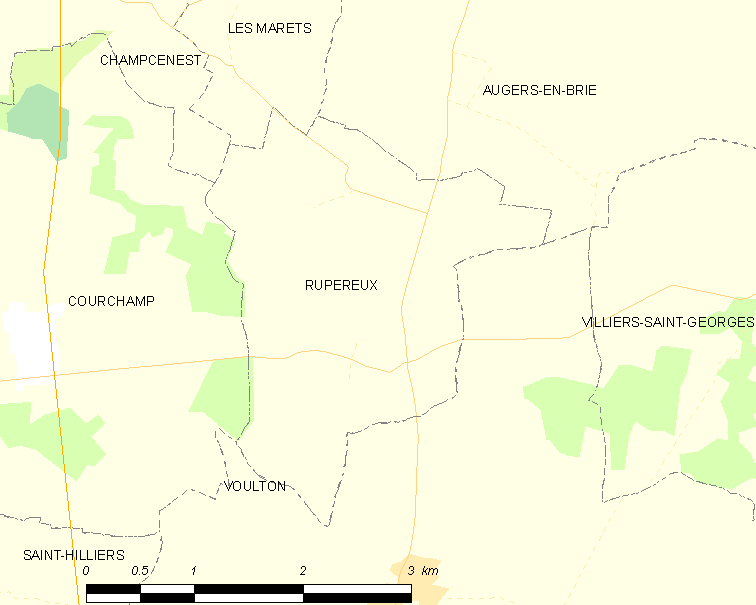
吕佩勒的OSM定位图

吕佩勒的时区为UTC+01:00、UTC+02:00（夏令时）。

## 行政
吕佩勒的邮政编码为77560，INSEE市镇编码为77396。

## 政治
吕佩勒所属的省级选区为普罗万县。

## 人口

1962-2008年间吕佩勒人口变化图示

吕佩勒于2022年1月1日时的人口数量为102人。